# Werner Schwarz (Politiker, 1900)

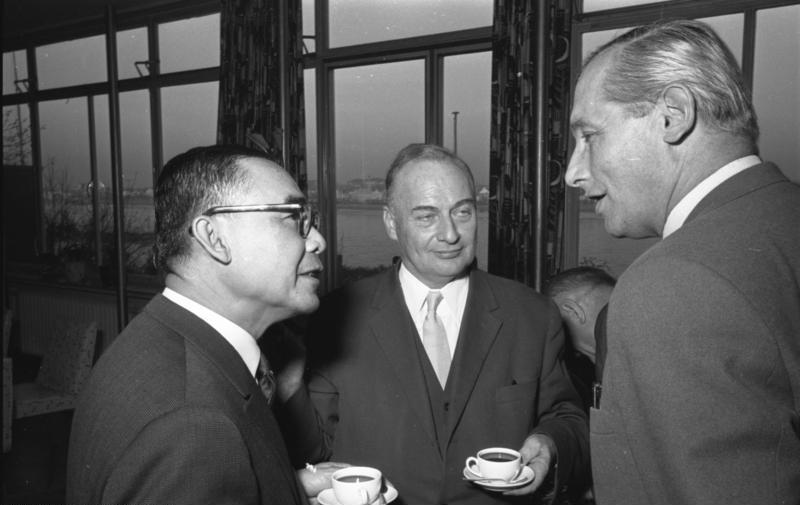
Werner Schwarz (Mitte) bei einem Empfang für thailändische Politiker, 1959

Michael Carl Werner Schwarz (* 21. Januar 1900 in Hamburg; † 2. September 1982 auf Gut Frauenholz bei Bad Oldesloe) war ein deutscher Politiker (CDU). Er war von 1959 bis 1965 Bundesminister für Ernährung, Landwirtschaft und Forsten.

## Leben, Familie und Beruf
Werner Schwarz wurde 1900 als Sohn eines Kaufmanns in Hamburg-Uhlenhorst geboren. Nach dem Besuch des Gymnasiums in Hamburg-Bergedorf ging er 1917 auf die Handelsschule in Hamburg. 1918 nahm er noch als Soldat am Ersten Weltkrieg teil. Er absolvierte von 1918 bis 1922 eine landwirtschaftliche Ausbildung und studierte von 1922 bis 1925 Landwirtschaft. Ab 1926 war er selbständiger Landwirt auf Gut Frauenholz. Von 1948 bis 1959 war Schwarz zweiter Landesvorsitzender des Bauernverbandes Schleswig-Holstein und gleichzeitig Mitglied im Präsidium des Deutschen Bauernverbandes.
Werner Schwarz ist der Vater des schleswig-holsteinischen Landesministers Henning Schwarz (1928–1993), der 1987/1988 geschäftsführender Ministerpräsident von Schleswig-Holstein war und somit der Großvater der Politikerin Sabine Sütterlin-Waack (* 1958). Über seinen Sohn Günther (1928–2014), der von 1987 bis 1994 Bürgermeister der Gemeinde Rethwisch war, ist er Großvater des Bauernfunktionärs und Politikers Werner Schwarz (* 1960). Zwei seiner Enkelkinder sind somit gleichzeitig schleswig-holsteinische Landesminister im Kabinett Günther II.

## Partei
Seit 1952 war Schwarz Mitglied der CDU.

## Abgeordneter
Von 1953 bis 1965 war Schwarz Mitglied des Deutschen Bundestages. Er ist stets als direkt gewählter Abgeordneter des Wahlkreises Stormarn in den Bundestag eingezogen.

## Öffentliche Ämter

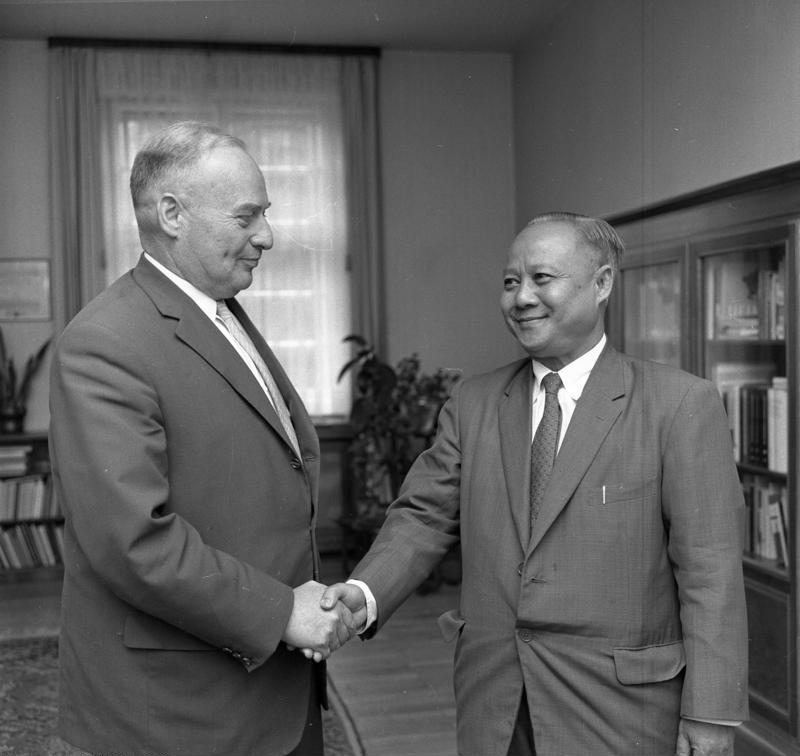
Werner Schwarz (links) mit seinem birmanischen Amtskollegen Saw-Hla-Tun, 1961

Nachdem Heinrich Lübke zum Bundespräsidenten gewählt worden war, wurde Schwarz am 14. Oktober 1959 als dessen Nachfolger zum Bundesminister für Ernährung, Landwirtschaft und Forsten in der von Bundeskanzler Konrad Adenauer geführten Bundesregierung ernannt. Er behielt dieses Amt zunächst auch unter Bundeskanzler Ludwig Erhard und schied dann nach der Bundestagswahl 1965 am 26. Oktober 1965 aus der Bundesregierung aus.

## Belege
1. ↑  Standesamt Hamburg 21, Geburtsurkunde 1900/160.
2. ↑   https://www.abendblatt.de/region/stormarn/article132326612/Trauer-um-Rethwischs-frueheren-Buergermeister-Guenther-Schwarz.html

| Personendaten    | Personendaten                   |
| ---------------- | ------------------------------- |
| NAME             | Schwarz, Werner                 |
| KURZBESCHREIBUNG | deutscher Politiker (CDU), MdB  |
| GEBURTSDATUM     | 21. Januar 1900                 |
| GEBURTSORT       | Hamburg                         |
| STERBEDATUM      | 2. September 1982               |
| STERBEORT        | Gut Frauenholz bei Bad Oldesloe |